# Эффект Лазаря (фильм)
«Эффе́кт Ла́заря» (англ. The Lazarus Effect) — фильм ужасов режиссёра Дэвида Гелба. Главные роли исполнили Марк Дюпласс, Оливия Уайлд, Дональд Гловер, Эван Питерс и Сара Болджер.
Фильм повествует о команде молодых специалистов, которые тайно занимаются экспериментами по воскрешению организмов.

## Сюжет
Беркли, Калифорния. Исследователи медики Фрэнк и его жена Зои тайно проводят эксперименты, используя открытую ими сыворотку Лазаря. Она была предназначена для помощи находящимся в коме пациентам, но оказалась способна возвращать мертвых к жизни.
С помощью своих друзей Нико и Клея, а также видеооператора Евы они проводят успешное испытание на недавно умершей собаке. Однако возвращённое к жизни существо ведёт себя иначе, чем при жизни: её катаракта исчезает, она теряет аппетит и демонстрирует странные способности. Тесты показывают, что сыворотка вместо рассеивания выстраивает новые странные синапсы в мозгу животного.
Декан университета узнает о подпольных экспериментах и закрывает их проект, а всё связанное с ним конфискует крупная фармацевтическая корпорация, выкупившая финансировавшие их исследования компанию. Фрэнк и его команда пробираются в лабораторию, чтобы повторить эксперимент и доказать, что именно они создали сыворотку. 
Во время опыта Зои получает смертельный удар током, так как забыла снять с пальца обручальное кольцо. Фрэнк использует сыворотку для её воскрешения. Зои рассказывает, что после смерти попала в свою версию ада, который был основан на кошмаре из детства: во время пожара в многоквартирном доме она видела сгоревших соседей. Также она начинает демонстрировать необычные экстрасенсорные способности.
Сыворотка заставляет мозг невероятно быстро «развиваться», наделяя Зои телекинезом и телепатией, а также повышенной агрессией и безумием. В конце концов Зои находит Еву и отправляет её в ад, в который сама попала после смерти. Выясняется, что Зои и вызвала пожар в здании, из-за чего после смерти и получила такое наказание. Зои убивает Нико и Клэя, после чего отключает питание лаборатории. Фрэнк пытается ввести ей яд, но она убивает и его, после чего вводит себе целый пакет сыворотки для усиления своих способностей.
Ева прячется в темноте, надеясь найти Зои и сделать ей инъекцию. В конце концов Зои выманивает Еву собственной иллюзией, после чего убивает. Зои воскрешает Фрэнка своей кровью, успешно возвращая его из мертвых.

## В ролях
| Актёр          | Роль  |
| -------------- | ----- |
| Марк Дюпласс   | Фрэнк |
| Оливия Уайлд   | Зои   |
| Дональд Гловер | Нико  |
| Эван Питерс    | Клэй  |
| Сара Болджер   | Ева   |

## Релиз
17 декабря 2013 года было объявлено, что фильм выйдет 30 января 2015 года, а его распространением будет заниматься компания Lionsgate. 4 ноября 2014 года Relativity Media приобрела фильм у Lionsgate и назначила дату выхода фильма на 20 февраля 2015 года. В декабре 2014 года было объявлено, что фильм выйдет 27 февраля 2015 года.

## Критика
Фильм получил преимущественно негативные оценки критиков. На сайте Rotten Tomatoes рейтинг одобрения составляет 15 % на основе 110 рецензий со средним баллом 4 из 10. Общий консенсус: «Эффект Лазаря обладает хорошим актёрским составом и проблеском интересной идеи, но это не спасает от скучных персонажей и банальных сюжетных поворотов». Сайт Metacritic дал фильму оценку 31 из 100 на основе 29 рецензий.
Джеймс Рокки из TheWrap дал фильму 4 звезды из 5, заявив, что «„Эффект Лазаря“ не открывает ничего нового, но, тем не менее, он дарит много удовольствия в кусочках, которые он сшивает вместе, поскольку затрагивает классические темы о жизни, смерти и душе». Клаудия Пуч из USA Today дала фильму 2,5 звезды из 4, сказав: «Увлекательный, хорошо продуманный и достаточно напряженный, с хорошим актерским составом, который поднимает его на ступеньку выше среднего».
Сюзанна Ганновер из The Hollywood Reporter дала отрицательную рецензию, заявив: «Фильм растрачивает весь свой потенциал, не говоря уже о талантах таких исполнителей, как Дюпласс и Уайльд, которые явно заслуживают большего». Джефф Беркшир из Variety также дал отрицательную рецензию, заявив, что «Марк Дюпласс и Оливия Уайлд изо всех сил пытаются вдохнуть жизнь в переработанный триллер об ужасах реанимации». Мик ЛаСалль из San Francisco Chronicle дал фильму 1 из 4 звезд, сказав: «Это 83-минутный фильм, который кажется на полчаса длиннее».